# Peter Poulos
Pour les articles homonymes, voir Poulos.
Pas d'image ? Cliquez ici

a Compétitions nationales et continentales officielles uniquement.

b Matchs officiels uniquement.
Dernière mise à jour le 24 août 2018.
Peter Poulos, né le 7 juillet 1977 aux Samoa, est un joueur de rugby à XV, qui joue avec l'équipe des Samoa, évoluant au poste de troisième ligne aile (1,91 m pour 108 kg).

## Carrière

### En club
Il met un terme à sa carrière de joueur en 2006 après une grave blessure aux cervicales.

### En équipe nationale
Il a eu sa première cape internationale le 15 octobre 2003, à l’occasion d’un match contre l'équipe d'Uruguay.

## Palmarès
- 4 sélections avec  l'équipe des Samoa
- Sélections par année : 4 en 2003.
- Participation à la Coupe du monde de rugby 2003 (4 matchs, 4 comme titulaire).